# Hiperacúsia
La hiperacúsia, en medicina, fa referència a l'increment del llindar de tolerància dels sorolls ambientals. Aquesta baixa tolerància al soroll desencadena dolor físic a l'oïda.
Generalment, la població té un nivell de confort auditiu fins als 100 dB. Això, no passa en els pacients amb hiperacúsia. Aquests mostren disconfort auditiu als 40 dB o també, valors inferiors.

## Epidemiologia

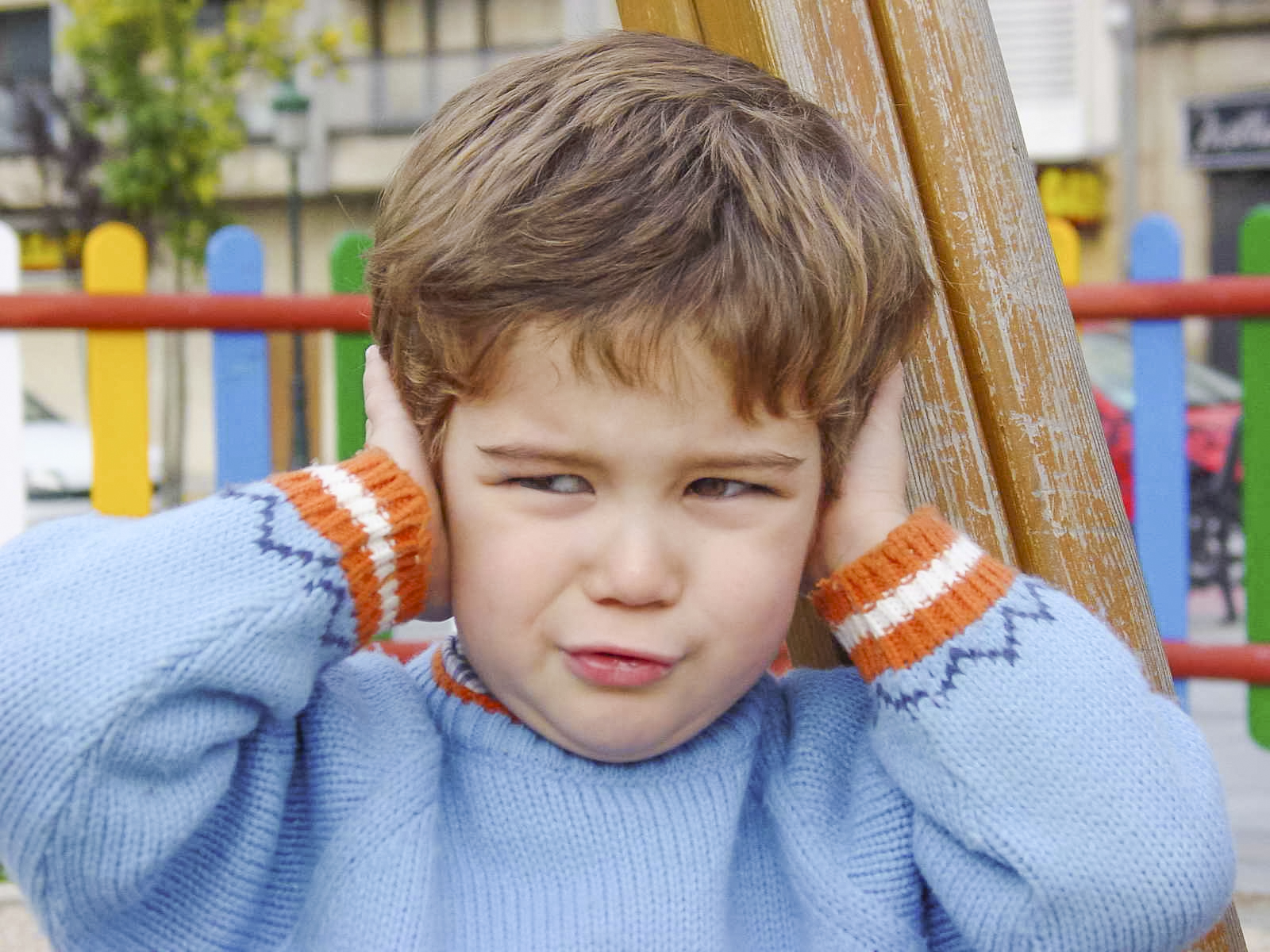
Nen protegint-se del soroll

Aquesta alteració auditiva és molt rara i afecta entre el 9% i el 15% de la població total. Aquesta és més prevalent en persones que ja, prèviament, han estat diagnosticats d'acúfens. Els acúfens consisteixen en la presència d'un o més sons a l'oïda. En aquest segons cas no hi ha estímuls sorollosos externs.

## Classificació
La hiperacúsia es pot classificar en diferents tipus, segons gravetat i grau de disconfort que provoca. A més a més, en aquesta classificació també hi intervé el llindar de disconfort.
| Grau        | Llindar de disconfort            |
| ----------- | -------------------------------- |
| No-negativa | > 95 dB en totes les freqüències |
| Lleu        | 80-90 dB en 2 freqüències        |
| Moderada    | 65-75 dB > 2 freqüències         |
| Severa      | = o < 60 dB en 2 o + freqüències |

## Etiologia
La hiperacúsia es pot desencadenar a partir de diferents factors o situacions. Hi ha tota una sèrie d'alteracions o patologies perifèriques que poden provocar aquesta hipersensibilitat al soroll. Algunes d'elles són: paràlisi facial Bell, extracció d'un tap de cera, traumatisme cranial, miastenia gravis, malaltia de menière, entre d'altres.Tot i les possibles causes esmentades anteriorment, no saben del cert quines poden ser les etiologies.
A més a més, s'ha associat la serotonina. Alteracions a la producció de serotonina poden afectar la modulació del senyal auditiu.

## Diagnòstic
El diagnòstic d'hiperacúsia pot ser diagnosticar juntament amb altres patologies auditives o bé, de forma independent. Aquesta pot anar associada a patologies esmentades prèviament com: malaltia de Addison, paràlisi de Bell, migranya, entre d'altres.

## Tractament
El tractament principal de la hiperacúsia consisteix en la dessensibilització utilitzant sons de banda ampla. És una teràpia de reentrenament per incrementar el llindar de dolor dels sons. El fet d'escoltar sons, de banda ampla, dia rere dia, desencadena l'adaptació de l'oïda per tornar a establir la seva tolerància al so.